# Markoláb
A markoláb (vagy markaláb) egy égitestevő lény a palóc néphitben. A palócok azt tartották, hogy nap- vagy holdfogyatkozáskor ez a lény „eszi meg” a szóban forgó égitestet. Általában nem kötötték alakhoz, de ha mégis, akkor kutyához hasonló, szőrös fekete állatként beszéltek róla, amely fogyatkozáskor megeszi a Napot, Holdat, majd kihányja.

A Magyar néprajzi lexikon írja az égitestek evéséről: 

„Általános hit volt a magyar nyelvterület egészén hogy nap- és holdfogyatkozás idején ezeket az égitesteket valamilyen állat vagy természetfeletti lény eszi. Néhol napfogyatkozáskor a szabadban fehér tálba vagy tányérba tiszta kútvizet öntöttek, s látni vélték, hogy kutya vagy farkas kapkod a nap után. A Balaton vidékén azt tartották, hogy a napot kakas eszi; más vidéken azt, hogy kereszteletlenül elhalt gyermekek nyelik el a holdat holdfogyatkozáskor. A máramarosi magyarok szerint a holdat a virkolák (→ csordásfarkas) falja fel. A palócok úgy tudják, hogy az égitestek fogyatkozását a markoláb, markalab okozza. E szó elterjedési képéből megállapítható, hogy mely alföldi községekbe települt palóc lakosság.”

## Etimológia
Eredet [markoláb < markoló láb][forrás?]